# Cortex (film, 2020)
Pour les articles homonymes, voir Cortex (homonymie).
Pour plus de détails, voir Fiche technique et Distribution.
Cortex est un thriller allemand écrit et réalisé par Moritz Bleibtreu, sorti en 2020.

## Synopsis
Vigile dans une grande surface, Hagen est un homme d'apparence normale sauf qu'il souffre d'hyposomnie, c'est-à-dire que son sommeil est perturbé par des rêves récurrents voire obsédants. Au réveil, extrêmement fatigué, il a de plus en plus de mal à distinguer la réalité de son imagination, à tel point que son mariage avec sa femme Karoline, déjà déclinant, s'en trouve encore plus affecté. De plus, son quotidien est rythmé par des micro-siestes et, paranoïaque, il est bientôt assailli d'images de son épouse en train de le tromper avec un petit délinquant, un certain Niko, qu'il croise dans ses rêves. Ou bien dans le monde réel, car Hagen ne dissocie plus sa vie et l'univers parallèle des songes. Karoline couche-t-elle avec ce Niko ou bien s'agit-il d'un délire issu de son manque de discernement ? Un petit matin, il voit le visage de son rival dans le reflet de son miroir...

## Fiche technique
- Titre original et français : Cortex
- Réalisation et scénario : Moritz Bleibtreu
- Photographie : Thomas W. Kiennast
- Musique : Erwin Kiennast
- Montage : Jan Ruschke
- Production : Moritz Bleibtreu, Emek Kavukcuoglu et Jan Krüger
- Sociétés de production : Paloma Entertainment
- Sociétés de distribution : Warner Bros
- Pays d'origine :  Allemagne
- Langue originale : allemand
- Format : couleur - 2.35:1
- Genre : thriller
- Durée : 96 minutes
- Dates de sortie :
  -  Allemagne : 22 octobre 2020
  -  France : 21 mai 2021 (VOD)

## Distribution
- Moritz Bleibtreu : Hagen
- Jannis Niewöhner : Niko
- Nadja Uhl : Karoline
- Emily Kusche : Emily
- Anna Bederke : Ela Ke
- Marc Hoseman : Dan
- Susi Kentikia : la caissière
- Martin Klempnow : Bojko
- Arnel Taci : Avi
- Murathan Muslu : Aykut
- Anna Böttcher : Frau Maischberg
- Andreja Schneider : Tante Inge
- Ilse Ritter : Monika
- Nicholas Ofczarek : Apotheker Stefan
- Brigitte Janner : Dieben
- Gustav-Peter Wöhler : Arzt